# Victor Mattos Cardozo
Victor Mattos Cardozo, meglio noto come Victor (Sapucaia, 19 dicembre 1989), è un calciatore brasiliano, difensore del Lamphun Warrior in prestito dal BG Pathum Utd.

## Carriera
Ha giocato nella prima divisione thailandese.

## Palmarès

### Club

#### Competizioni regionali
- Recopa Sul-Brasileira: 1

Cerâmica: 2010

#### Competizioni nazionali
- Thai League 1: 1

BG Pathum Utd: 2020-2021